# 影音使團
影音使團有限公司（The Media Evangelism Ltd.）是香港一個通過影音方式傳播基督教的非牟利機構，成立於1989年。影音使團主要透過電影、電視、雜誌等跨媒體傳福音，包括製作了華人福音電影《天使之城》等。除電影或紀錄片製作外，使團於2003年建立基督教電視台創世電視，同時人生熱線亦正式投入服務。

## 爭議事件

### 挪亞方舟事件爭議
2004年，由影音使團組成的「挪亞方舟國際事工」（Noah's Ark Ministries International （NAMI））派出首支華人探索隊，登上土耳其的亞拉臘山尋找方舟，並在同年11月公開聲稱在阿拉臘山海拔4200米的位置，發現了懷疑是「挪亞方舟」遺跡的結構。2009年，該探索隊再度攀上亞拉臘山，深入超過4000米雪嶺的冰川進行挖掘，並聲稱發現及進入巨型木結構，懷疑是「挪亞方舟」的殘骸，消息於2010年發佈。不過，這項「發現」遭多方質疑。 例如：
- 2010年，美國「聖經世界」（World of the Bible）事工創辦人兼考古學者Randall Price聯同另一考古學者Don Patton聯名發表33頁報告 "A Critique of the Claim of Noah's Ark Ministries International of the Discovery of a Wooden Structure on Mount Ararat" 質疑方舟真偽。[8][9][10]

- 曾參與探索過程的美國宗教大學的教授 Randall Price 指出整個「發現」都是偽造的，木材實際是由黑海附近搬運至亞拉臘山。[11]

- 2011年8月，「國際創世事工」（Creation Ministries International）公佈立場書，重申認定影音使團聲稱之所謂「發現挪亞方舟」乃是被騙。立場書指已發表的照片所顯示的，絕大機會是新近的人工建構，這點與該使團做的絕大多數木樣本的炭十四定年法結果吻合，雖然他們只公開唯一一個被定為年代「老舊」樣本的結果。[12]

- 2011年11月29日，64位來自香港、台灣、新加坡、美國、加拿大及澳洲的教牧領袖聯署，公開呼籲各基督教會考慮應否支持影音使團。公開信中指出自2004年起，該使團在未經確切核實之前，便不斷以「發現方舟」作噱頭來舉行佈道會和拍攝電影，令人憂心會有扭曲事實及取巧之嫌。該使團至今未有按考古學的嚴謹治學態度處事，例如：該使團已在三處不同地點聲稱發現方舟遺骸，卻不肯公開地點讓其他考古學者核實。聯署者包括：香港浸會大學校牧、北美中華福音神學院院長、香港中文大學崇基學院神學院教授、信義宗神學院教授、伯特利神學院教授、 香港浸會大學宗哲系教授、新加坡神學院教授、中國宣道神學院研究部主任、香港教會更新運動總幹事、加拿大加和會主席等。[13]

## 電影製作
下表列出影音使團歷年之電影製作，導演及主演名單：
| 年份 | 片名             | 導演   | 主演                                                               | 參考 |
| ---- | ---------------- | ------ | ------------------------------------------------------------------ | ---- |
| 1999 | 《天使之城》     | 關信輝 | 喬宏、陳嘉輝、姜中平、劉美娟、黎美嫻、梁榮忠、魏駿傑               |      |
| 2004 | 《天作之盒》     | 關信輝 | 謝君豪，蔡少芬                                                     |      |
| 2014 | 《下一站再愛你》 | 李德威 | 馬浚偉，杨钫涵，林佳樹 Makiyo "川島茉樹代"，劉鑫，喬宏太太"小金子" |      |

- 《魔術師的寶貝》
- 《因愛之名》
- 《挪亞方舟驚世啟示2》
- 《翻生奇兵》
- 《最·危險人物》
- 《流浪漢世界盃》
- 《耆英先鋒隊》
- 《天地孩兒》
- 《挪亞方舟驚世啟示》
- 《賭神之神》
- 《當生命遇上生命》
- 《生命因愛動聽》
- 《極度智能》
- 《真的戀愛了?》
- 《愛裏沒有懼怕之恐懼森林》
- 《隱形鬥室》
- 《末世終極密碼》
- 《愛也許不易》
- 《生命揸fit人》

## 另見
- 恩雨之聲
- 創世電視

## 外部連結
- 影音使團網站 （页面存档备份，存于）